# Turó d'en Vinyals
El Turó d'en Vinyals és una muntanya de 74 metres que es troba al municipi de Flaçà, a la comarca del Gironès.